# VSK Technika Brno
VSK Technika Brno (VSK VUT Brno, Vysokoškolský sportovní klub Technika Brno) je název sportovního klubu Vysokého učení technického v Brně. Klub byl založen v roce 1963 pod názvem VŠTJ Technika Brno. K založení klubu došlo po rozdělení Slávie VŠ Brno, kdy vznikly samostatné kluby pro jednotlivé brněnské vysoké školy. Prvním předsedou samostatné VŠTJ Technika Brno byl Prof. RNDr. R. Vinařický, CSc.
Klub je registrován jako občanské sdružení. V současné době sdružuje celkem 12 oddílů v různých sportovních odvětvích. Nejznámější je oddíl ledního hokeje, který odehrává domácí zápasy na hokejovém stadionu Sportcentrum Lužánky Brno. Dlouhodobě nejúspěšnější je oddíl baseballu a softballu.

## Historické názvy
- 1963 – VŠTJ Technika Brno (Vysokoškolská tělovýchovná jednota Technika Brno)
- 1970 – Technika VŠ Brno (Technika Vysoké školy Brno)
- 1993 – VSK Technika Brno (Vysokoškolský sportovní klub Technika Brno)

## Předsedové
- Prof. RNDr. R. Vinařický, CSc. (1963–1968)
- Doc. Dr. J. Bogdálek, CSc. (1968–1970)
- Prof. Ing. Z. Hostinský, DrSc.
- JUDr. Sovadina
- Doc. Dr. J. Fojtíček
- JUDr. M. Kledus
- Ing. Josef Prokeš
- Mgr. Jan Farkač

## Oddíly
- baseball a softball
- basketbal
- cyklistika
- inline hokej
- jóga
- judo
- krasobruslení
- lední hokej
- pozemní hokej
- rychlobruslení
- stolní tenis
- taekwondo
- tenis
- volejbal
- zimní sporty